# 977-й истребительный авиационный полк
977-й истребительный авиационный полк (977-й иап) — воинская часть Военно-воздушных сил (ВВС) Вооружённых Сил РККА, принимавшая участие в боевых действиях Великой Отечественной войны.

## История наименований полка
За весь период своего существования полк несколько раз менял своё наименование:
- 481-й "А" истребительный авиационный полк;
- 977-й истребительный авиационный полк.

## История полка
Полк сформирован в ВВС Закавказского фронта как 481-й «А» истребительный авиационный полк по штату 015/174 на самолётах И-153. 21 августа 1942 года полк переименован в 977-й истребительный авиационный полк. С 3 августа полк находился в непосредственном подчинении штаба ВВС Закавказского фронта. Боевой работы не вёл. Со 2 сентября 1942 года полк входил в состав 294-й истребительной авиационной дивизии 4-й воздушной армии Северной группы войск Закавказского фронта. Боевой работы не вёл. С 19 ноября
1942 года по 15 января 1943 года полк находился в непосредственном подчинении штаба 4-й воздушной армии Северной группы войск Закавказского фронта. Боевой работы не вёл.
16 января 1943 года полк передан в состав 236-й истребительной авиационной дивизии 5-й воздушной армии Черноморской группы войск Закавказского фронта и приступил к боевой работе на самолётах И-153. 27 января 1943 года одержана первая известная воздушная победа полка в Отечественной войне: старший лейтенант Козлов С. М. в воздушном бою в районе ст. Ново-Дмитриевская сбил немецкий разведчик-корректировщик Focke-Wulf Fw 189 Uhu. С 26 февраля 1943 года полк боевой работы не вёл, а с 8 марта начал перебазирование в Московский военный округ.
С 18 марта полк находился во 2-м запасном истребительном авиаполку на ст. Сейма Горьковской области. 5 июня 1943 года полк был расформирован, личный состав обращён на доукомплектование 161-го иап.
В составе действующей армии полк находился:
- с 17 января 1943 года по 8 марта 1943 года.

### Командиры полка
- майор Брилевский Михаил Андронович[3], 21.08.1942 — 05.06.1943

## Участие в операциях и битвах
- Новороссийская операция «Море» — с 17 января 1943 года по 8 марта 1943 года.
- Краснодарская наступательная операция — с 9 февраля 1943 года по 8 марта 1943 года.

## Итоги боевой деятельности полка
Всего за годы Великой Отечественной войны полком:
| Выполнено боевых вылетов | Сбито самолётов в воздухе | Уничтожено самолётов всего |
| ------------------------ | ------------------------- | -------------------------- |
| 612                      | 7                         | 9                          |

Свои потери:
| Потеряно самолётов, всего | Погибло лётчиков всего |
| ------------------------- | ---------------------- |
| 4                         | 4                      |

## Самолёты на вооружении
| Период      | Самолёты |
| ----------- | -------- |
| 1941 — 1943 | И-153    |